# Prosodie (linguistique)
En linguistique, le terme prosodie (du latin prosodia, à son tour du grec ancien prosōidía « chant pour accompagner la lyre ; variation de hauteur de la voix »), tel qu’il est entendu en français, dénomme la branche de la phonétique et de la phonologie qui étudie ce qu’on appelle les « traits prosodiques » de la langue, nommés aussi « traits suprasegmentaux ». Ce sont principalement l’accent, le ton, l’intonation, la jointure, la pause, le rythme, le tempo et le débit. Le terme français a plusieurs correspondants en anglais. Prosody désigne l’ensemble des traits prosodiques, et la discipline qui les étudie est nommée par plusieurs termes : prosodics, suprasegmental phonetics (« phonétique suprasegmentale ») ou prosodic phonology (« phonologie prosodique »).
Avant d’être adopté par la phonétique et la phonologie, « prosodie » était un terme utilisé dans la métrique (voir l’article Prosodie). Il a acquis dès l’Antiquité les sens « prononciation régulière des mots, qui respecte l’accent et la quantité (durée) des sons » et « organisation vocalique et consonantique d’un texte ». Le premier de ces sens a constitué la base de la métrique, la prosodie devenant l’ensemble des règles de versification qui concernent la quantité des voyelles, les faits accentuels et mélodiques.
Le domaine de recherche de la prosodie est vaste et hétérogène, sa littérature se caractérisant par une grande diversité d’approches divergentes quant à ce qu’on peut prendre en compte en tant que traits prosodiques, à leur définition et à l’établissement de ce qui leur est commun.

## Généralités sur les traits prosodiques
On considère généralement comme des traits prosodiques des phénomènes phoniques ayant pour caractéristique commune de se manifester simultanément avec les segments de la chaîne parlée, qui sont leurs supports : sons (phones du point de vue de la phonétique, phonèmes du point de vue de la phonologie) et segments qui en sont formés (syllabes, affixes, mots, syntagmes, phrases simples, propositions membres de phrases complexes, phrases complexes, groupes de phrases correspondant aux paragraphes, discours),,.
Bien que certains traits prosodiques (l’accent, le ton) se manifestent sur le son, ils ne peuvent être saisis sur le son isolé, mais seulement sur un segment plus grand, par rapport à leur manifestation sur d’autres sons. C’est pourquoi on dit que ces traits, ainsi que tous les autres, affectent des segments plus grands qu’un son,. Les traits prosodiques se manifestant sur le son sont appelés intensifs, et ceux qui se manifestent sur des segments plus grands – extensifs, par exemple l’intonation.
Certains traits ont un statut ambigu ou controversé. Ainsi, la quantité (durée) du son est abordée comme un trait d’entité segmentale,,,, mais elle apparaît aussi en tant que l’un des traits prosodiques,,.
Bien que ce soit une composante de l’accent, certains auteurs prennent en compte séparément l’intensité du son,,. Une autre composante de l’accent, la hauteur du son, est elle aussi considérée à part par certains auteurs,. D’autres traitent la hauteur sans la dissocier du ton, qu’ils opposent à l’accent comme une alternative de celui-ci dans les langues dites à tons, où l’accent n’a qu’un rôle marginal selon eux.
De l’avis de certains auteurs, on peut considérer comme prosodiques des traits telles la nasalité, dans les langues où une consonne nasale nasalise la voyelle qui la précède ou qui la suit, ou bien l’ouverture des voyelles, dans les langues où l’harmonie vocalique a un rôle important,.
Le ton, le rythme ou les pauses peuvent être des éléments appelés paralinguistiques, lorsqu’ils sont caractéristiques pour des façons de parler personnelles. Le timbre des sons peut aussi être un tel élément, que certains auteurs mentionnent parmi les traits prosodiques.
Les traits prosodiques peuvent être abordés du point de vue phonétique (leurs caractéristiques acoustiques, par exemple), mais aussi du point de vue phonologique, dans la mesure où ces traits aussi remplissent la fonction de différencier des sens. Par analogie avec les phonèmes en tant qu’objets d’étude de la phonologie, les traits prosodiques sont appelées « prosodèmes » dans cette perspective, par certains auteurs,,.
Les traits prosodiques sont liés non seulement aux unités segmentales, mais aussi entre eux. Ainsi, l’intonation est liée à la hauteur des sons, étant donnée par la variation de celle-ci d’un son à un autre. D’un autre côté, l’intonation est liée à la pause et à l’accent. Devant une pause qui sépare deux segments constituant des unités syntaxiques, l’intonation est à un certain niveau de hauteur. Par exemple, dans la phrase Il n’est pas parti, parce qu’il avait peur, l’intonation atteint sa hauteur maximale sur le i de parti, voyelle accentuée, le mot étant suivi d’une pause.

## Traits prosodiques

### L’accent
Articles détaillés : Accent tonique, Accent de hauteur
L’accent est un trait prosodique intensif, par lequel une syllabe est mise en relief par rapport à d’autres syllabes. C’est valable tout d’abord pour un mot polysyllabique, mais le mot à accent peut être mis ainsi en relief par rapport aux autres mots de son syntagme, un syntagme dans une proposition ou une proposition dans une phrase complexe.
Les composantes principales de l’accent sont l’énergie (l’intensité) du son accentué et son niveau de hauteur (appelé aussi ton), ayant pour composante secondaire la quantité (la durée) de ce son.
Selon le rôle fonctionnel plus ou moins important de l’une ou de l’autre des composantes principales de l’accent, on distingue plusieurs types de langues :
- Dans les langues à accent d’énergie (ou d’intensité ou dynamique ou expiratoire)[24], que certains auteurs appellent « accent tonique »[25], l’intensité du son accentué à un rôle primordial par rapport à sa hauteur. Le français entre dans cette catégorie.
- Dans les langues à accent de hauteur ou musical, la composante de hauteur a un certain rôle fonctionnel, à côté de l’intensité. De telles langues sont BCMS (bosnien, croate, monténégrin et serbe) ou le suédois, par exemple[26].
- Dans les langues à tons, la composante de hauteur a un rôle primordial par rapport à l’intensité. C’est le propre de langues comme le chinois ou le vietnamien[27].

Certains linguistes ne distinguent que deux catégories, opposant d’un côté langues à accent, dans lesquelles ils incluent celles à accent d’énergie et celles à accent de hauteur, et, d’un autre côté, langues à tons.

### Le ton
Le ton est un trait prosodique intensif qui consiste en le niveau de hauteur du son ou en sa variation, limités à la syllabe d’un mot. Dans les langues à tons (le chinois, par exemple), les tons ont une fonction phonologique prépondérante, étant nommés « tonèmes » de ce point de vue. Le ton est aussi présent, étant d’habitude appelé « hauteur », en tant que composante de l’accent appelé d’énergie ou d’intensité. Dans certaines langues, ce n’est qu’un corollaire de l’intensité, sans valeur fonctionnelle (par exemple en français), dans d’autres il a une fonction phonologique limitée par rapport à l’intensité, par exemple en norvégien.

### L’intonation
L’intonation est un trait prosodique extensif qui consiste en la variation de la hauteur des sons dans un segment de la chaîne parlée, donnant à ce segment une certaine ligne mélodique. Elle peut avoir une fonction grammaticale, par exemple dans la distinction des phrases selon le but de la communication (déclaratif, interrogatif ou exclamatif) et/ou dans l’expression de l’état affectif du locuteur, de son attitude ou de ses intentions de communication. Selon sa direction, l’intonation peut être principalement ascendante, descendante ou uniforme.

### La jointure
La jointure ou joncture est une limite entre deux segments de la chaîne parlée : syllabes, morphèmes, mots, syntagmes, propositions ou phrases. Celle de l’intérieur d’un mot est appelée jointure interne et celle entre deux mots – jointure externe.
D’un autre point de vue, l’un des types de ce trait est la jointure effective. La pause aussi en fait partie. L’une des jointures effectives se réalise sous forme de coup de glotte, par exemple en anglais, entre une syllabe terminée en voyelle avant une syllabe à initiale vocalique, ex. co-operate « coopérer ». Parfois, la jointure interne entre deux syllabes ou la jointure externe est marquée par un groupe de consonnes qui ne peuvent pas se suivre à l’intérieur d’une syllabe, par exemple, en roumain, bp, mh, nm, sz, etc. Il y a, par exemple, jointure externe effective dans le syntagme (ro) merg repede « je vais vite », à cause du voisinage des consonnes rgr. Il y a également jointure externe entre un mot avec la même consonne finale que la consonne initiale du mot suivant, groupe qui à l’intérieur d’un mot se prononcerait comme une seule consonne, ex. (en) Good day! [ɡʊddeɪ] « Bonjour ! » vs sudden [sʌdən] « brusque ».
Le type de jointure opposé au précédent est la jointure virtuelle. Externe, c’est une jointure entre mots qui forment un syntagme qu’on peut confondre dans la parole avec un autre syntagme, ex. (fr) l’essence [l#esãs] vs les sens [le#sãs], (en) a name [ə#neɪm] « un nom » vs an aim [ən#eɪm] « une cible ». La jointure virtuelle peut être interne aussi, par exemple entre un morphème racine qui existe en tant que mot également, et un morphème affixe, lorsqu’on sait que ce sont des morphèmes à part, ex. farouchement [faruʃ#mã] (< farouche + suffixe formateur d’adverbes).

### La pause
La pause est une interruption dans le flux articulé de la parole, étant une partie intégrante de ce flux. Il y a plusieurs types de pauses, établis de plusieurs points de vue. De l’un, la pause peut être voulue ou non voulue par le locuteur. L’une des pauses non voulues est celle provoquée par l’inspiration en tant que phase de la respiration. Une autre de ce genre est la pause d’hésitation, quand le locuteur ne sait pas quoi dire ou comment dire ce qu’il veut exprimer. Certains auteurs distinguent pause d’hésitation silencieuse et pause d’hésitation remplie par une séquence sonore non articulée, telle euh.
La pause voulue peut avoir une motivation pragmatique, par exemple celle utilisée par un orateur pour faire de l’effet sur son auditoire.
La pause a aussi des fonctions linguistiques, délimitant des segments de diverses longueurs : syntagmes, propositions, phrases, groupes de phrases. La pause est d’autant plus longue, qu’elle délimite des segments plus longs, la plus longue étant celle entre groupes de phrases. Ces pauses sont en général rendues à l’écrit par la ponctuation, et les groupes de phrases constituant une unité de sens – par des alinéas.
Les rôles syntaxiques de la pause sont importantes. Dans le cadre de la phrase complexe, elle délimite les propositions appelées isolées, certains types de propositions l’étant facultativement, d’autres – obligatoirement. Exemples :
- la proposition incise : Qu’allons-nous faire, demanda-t-il ?[35] ;
- certaines propositions subordonnées, surtout antéposées à la principale : Comme nous n’avions pas beaucoup de temps, nous avons dû prendre un taxi[36] ;
- la proposition relative intercalée dans la principale : La réforme des diplômes, qui a été préparée pendant plusieurs années […], entrera en vigueur l’an prochain[37].

Dans la phrase, l’apposition explicative est toujours délimitée par des pauses : M. Guérin, directeur de la cave coopérative, nous a fait visiter la cave. La pause peut distinguer la fonction syntaxique d’un élément d’une construction, ex. (ro) Problema dificilă a rămas nerezolvată « Le problème difficile est resté sans solution » (épithète déterminative d’identification/qualification) vs Problema, dificilă, a rămas nerezolvată « Le problème, difficile, est resté sans solution » (épithète détachée, explicative, à nuance circonstantielle de cause). En roumain, la pause peut parfois tenir lieu de verbe de la proposition : Eu, acasă « Moi, je suis rentré (chez moi) » (littéralement « Moi, chez moi »). Le russe est une langue dans laquelle la pause correspond à la copule « être » au présent de l’indicatif, d’ordinaire obligatoirement omise : Женщина — красавица (Jenchtchina — krasavitsa) « La femme est une beauté ». La pause distingue cette phrase du mot composé женщина-красавица « belle femme ».
L’absence, respectivement la présence de la pause peut différencier les sens d’un segment. Exemples :
- (fr)[21] : Il n’est pas parti parce qu’il avait peur vs Il n’est pas parti, | parce qu’il avait peur ;
- (hu)[33] :

háromnegyed négy felé « vers quatre heures moins le quart » (litt. « trois quarts quatre vers ») vs
három, negyednégy felé « vers trois heures, trois heures et quart » (litt. « trois, quart quatre vers »).
Parfois, c’est la place de la pause qui remplit cette fonction. Par exemple, le segment [sø ki sav lœ(ː)ʁ sufləʁɔ̃] peut être divisé différemment en deux groupes, chacun étant marqué par l’accent unique du groupe et l’intonation de celui-ci, qui culmine sur la voyelle accentuée : Ceux qui savent | leur souffleront vs Ceux qui savent l’heure | souffleront.
La pause est liée à d’autres traits prosodiques, à l’intonation notamment. En roumain, par exemple, devant la pause de la fin d’une phrase déclarative, l’intonation descend. À la fin d’une phrase interrogative totale (sans mot interrogatif), l’intonation monte, ainsi qu’à la fin d’une subordonnée antéposée à la principale.

### Le rythme
Dans la parole, le rythme est donné par la répétition à des intervalles approximativement réguliers d’un facteur de proéminence d’une syllabe (accent, durée plus grande du noyau de syllabe, ton plus haut) après un certain nombre de syllabes atones, plus brèves, à ton moins haut, respectivement. Il est donc directement dépendant de ces facteurs. Il s’agit souvent d’une combinaison de ceux-ci. Le rythme est réalisé de façon consciente en poésie et parfois en prose littéraire.
Dans la langue habituelle on réalise du rythme dans des expressions figées de façon semblable à celle de la poésie, associé à d’autres éléments de celle-ci, telle l’allitération, la rime ou l’assonance : sans feu ni lieu, à la queue leu leu.
Dans la langue habituelle, le rythme est perceptible en fonction du poids des intervalles réguliers dans la langue donnée. En français, par exemple, les groupes de mots constituant des unités de sens et délimités par des pauses, appelés justement « groupes rythmiques », tendent à avoir un nombre ni trop petit ni trop grand de syllabes, entre trois et sept environ. Les groupes les plus fréquents sont de trois et de quatre syllabes, par conséquent les rythmes prédominants sont :
- le rythme ternaire : Vous avez | certainement | répondu | qu’il viendrait | en voiture et
- le rythme quaternaire : Vous avez dit | qu’il arriverait | mardi matin.

À part celles-ci, il y a encore de nombreux autres combinaisons possibles de groupes de deux à quatre syllabes, par exemple :
- 4 | 2 | 4: Dépêchez-vous | d’écrire, | je vous attends ;
- 2 | 3 | 4: Il dit | qu’il viendra | un peu plus tard.

### Le tempo et le débit
Le tempo (terme pris à la musique) ou la vitesse de la parole donne le débit (terme pris à la physique) de celle-ci, c’est-à-dire le nombre de segments de la chaîne parlée prononcés par unité de temps, par exemple le nombre de syllabes par minute ou le nombre de sons par seconde. Le tempo est très varié en fonction des individus (certains ont le spécifique inné de parler plus lentement que d’autres), de l’état psychique du moment (un locuteur furieux parle plus vite qu’un locuteur calme), mais aussi en fonction de la variété régionale de la langue (par exemple le français du Nord est plus rapide que celui du Midi), ainsi qu’en fonction de la langue. L’italien, par exemple, est parlé plus rapidement que le hongrois. On a remarqué aussi que le tempo d’une langue peut évoluer dans le temps. Des études sur le hongrois des années 1960 ont constaté un débit moyen de 11,35 sons par seconde, alors que dans les années 2000 il a atteint 15 à 16 sons par seconde.
Le tempo dépend également de la situation de communication, qui inclut le statut des locuteurs les uns par rapport aux autres, le type de discours, etc. Par exemple, un adulte parle, normalement, plus lentement à un enfant qu’à un autre adulte, et le tempo d’une conversation quotidienne est plus alerte que celui d’un exposé. Il y a aussi des différences de tempo entre types de discours monologués : un sermon, par exemple, est beaucoup plus lent qu’une transmission sportive. Les variations du tempo dans un même discours ont également une fonction : ses ralentissements servent à communiquer des informations nouvelles pour les auditeurs, ses accélérations étant associées à celles qu’ils connaissent déjà.
Le tempo est strictement lié aux pauses. Celles-ci sont d’autant plus longues et plus nombreuses que le tempo est plus lent.

## Sources bibliographiques
- (hu) A. Jászó, Anna, « Hangtan » [« Phonétique et phonologie »], dans A. Jászó, Anna (dir.), A magyar nyelv könyve [« Le livre de la langue hongroise »], Budapest, Trezor, 2007, 8e éd. (ISBN 978-963-8144-19-5, lire en ligne), p. 73-162
- (ro) Bidu-Vrănceanu, Angela et al., Dicționar general de științe. Științe ale limbii [« Dictionnaire général des sciences. Sciences de la langue »], Bucarest, Editura științifică, 1997 (ISBN 973-44-0229-3, lire en ligne)
- (en) Bussmann, Hadumod (dir.), Dictionary of Language and Linguistics [« Dictionnaire de la langue et de la linguistique »], Londres – New York, Routledge, 1998 (ISBN 0-203-98005-0, lire en ligne)
- (en) Crystal, David, A Dictionary of Linguistics and Phonetics [« Dictionnaire de linguistique et de phonétique »], Oxford, Blackwell Publishing, 2008, 4e éd., 529 p. (ISBN 978-1-4051-5296-9, lire en ligne)
- Dubois, Jean et al., Dictionnaire de linguistique, Paris, Larousse-Bordas/VUEF, 2002 (lire en ligne)
- (en) Eifring, Halvor et Theil, Rolf, Linguistics for Students of Asian and African Languages [« Linguistique pour les étudiants en langues asiatiques et africaines »], Université d’Oslo, 2005 (lire en ligne)
- (hu) Kálmán, László et Trón, Viktor, Bevezetés a nyelvtudományba [« Introduction à la linguistique »], Budapest, Tinta, 2007, 2e éd. (ISBN 978-963-7094-65-1, lire en ligne)
- Kalmbach, Jean-Michel, La grammaire du français langue étrangère pour étudiants finnophones (version 1.1.4.), Jyväskylä (Finlande), Université de Jyväskylä, 2013 (ISBN 978-951-39-4260-1, lire en ligne)
- (hu) Kassai, Ilona, « 26. fejezet – Fonetika » [« Chapitre 26 – Phonétique »], dans Kiefer, Ferenc (dir.), Magyar nyelv [« La langue hongroise »], Budapest, Akadémiai Kiadó, 2006 (ISBN 963-05-8324-0, lire en ligne), p. 564-595
- Le Thi Hoa et Armand, Françoise, « Enseigner des expressions figées métaphoriques françaises avec l’approche de traduction/comparaison à des apprenants vietnamiens », Revue canadienne de linguistique appliquée, vol. 17, no 2,‎ 2014, p. 23-44 (ISSN 1920-1818, lire en ligne, consulté le 14 novembre 2020)
- Léon, Pierre et Léon, Monique, Introduction à la phonétique corrective, Paris, Hachette / Larousse, 1971
- « Trésor de la langue française informatisé (TLFi) » (consulté le 14 avril 2023)
- (en) Tranel, Bernard, The sounds of French: an introduction [« Introduction aux sons du français »], Cambridge, Cambridge University Press, 1987 (ISBN 0-521-30443-1, lire en ligne)
- « Vitrine linguistique. Banque de dépannage linguistique », Office québécois de la langue française (consulté le 14 avril 2023) (BDL)